# Seridó
Seridó là một đô thị thuộc bang Paraíba, Brasil. Đô thị này có diện tích 276,46 km², dân số năm 2007 là 9737 người, mật độ 109,6 người/km².